# San Felipe Pueblo (Novo México)
San Felipe Pueblo é uma Região censo-designada localizada no estado americano de Novo México, no Condado de Sandoval.

## Demografia
Segundo o censo americano de 2000, a sua população era de 2080 habitantes.

## Geografia
De acordo com o United States Census Bureau tem uma área de 31,6 km², dos quais 30,8 km² cobertos por terra e 0,8 km² cobertos por água. San Felipe Pueblo localiza-se a aproximadamente 1564 m acima do nível do mar.

## Localidades na vizinhança
O diagrama seguinte representa as localidades num raio de 16 km ao redor de San Felipe Pueblo.